# B'Day
B'Day је 2 студијски албум поп певачице Бијонсе Ноулс, који је изашао 4. септембра 2006. у издању Колумбија рекордса.

## Списак песама
1. „Déjà vu” (feat. Jay-Z) – 3:59
2. „Get Me Bodied” – 3:25
3. „Suga mama” – 3:25
4. „Upgrade U” (feat. Jay-Z) – 4:32
5. „Ring the Alarm” – 3:23
6. „Kitty Kat” – 3:55
7. „Freakum Dress” – 3:20
8. „Green Light” – 3:29
9. „Irreplaceable” – 3:47
10. „Resentment” – 4:41
11. „Check on It” (feat. Bun B & Slim Thug) – 3:30
Bonus
12. „Encore for the fans” – 0:39
13. „Listen” (from the motion picture Dreamgirls) – 3:39
14. „Get Me Bodied (Extended remix)” – 5:59

### Синглови
| #  |  |                                                          |                                                       |  |
| -- |  | -------------------------------------------------------- | ----------------------------------------------------- |  |
| 1. |  | „Check on It” featuring Bun B and Slim Thug • Number 1's | 13. децембар 2005.                                    |  |
| 2. |  | „Déjà Vu” Бијонсе Ноулс featuring Jay-Z                  | 31. јул 2006. 5. август 2006. 21. август 2006.        |  |
| 3. |  | „Ring the Alarm”                                         | 17. октобар 2006.                                     |  |
| 4. |  | „Upgrade U” Бијонсе Ноулс featuring Jay-Z                | 27. новембар 2006.                                    |  |
| 5. |  | „Irreplaceable”                                          | 17. октобар 2006. 23. октобар 2006. 6. новембар 2006. |  |
| 6. |  | „Listen” • Dreamgirls: Music from the Motion Picture     | 29. јануар 2007. 19. фебруар 2007.                    |  |

## B'Day Deluxe Edition
| CD 1. „Beautiful Liar” (feat. Шакира) – 3:19 2. „Irreplaceable” – 3:47 3. „Green Light” – 3:29 4. „Kitty Kat” – 3:55 5. „Welcome to Hollywood” – 3:22 6. „Upgrade U” (feat. Jay-Z) – 4:32 7. „Flaws and All” – 4:10 8. „If” – 3:18 9. „Get Me Bodied (Extended Mix)” – 6:18 10. „Freakum Dress” – 3:20 11. „Suga mama” – 3:24 12. „Déjà vu” (feat. Jay-Z) – 4:00 13. „Ring the Alarm” – 3:23 14. „Resentment” – 4:41 15. „Listen” (From "Dreamgirls") – 3:40 16. „World wide woman” – 3:51 17. „Check on It” – 3:31 18. „Amor Gitano” (feat. Alejandro Fernandez) – 3:47 19. „Beautiful Liar” (Remix featuring Shakira In English) – 3:01 | DVD 1. „Beautiful Liar” (feat. Shakira) – 3:27 2. „Irreplaceable” – 4:11 3. „Kitty Kat” – 0:57 4. „Green Light” – 3:30 5. „Upgrade U” (feat. Jay-Z) – 4:32 6. „Flaws and All” – 4:07 7. „Get Me Bodied” (Extended Mix) (feat. Kelly Rowland, Michelle Williams & Solange Knowles) – 6:35 8. „Freakum Dress” – 3:15 9. „Suga mama” – 3:31 10. „Déjà vu” (feat. Jay-Z) – 4:02 11. „Ring the Alarm” – 3:27 12. „Listen” (Performance Version) – 3:47 |

### Синглови
| #  |  |                                                                      |                               |  |
| -- |  | -------------------------------------------------------------------- | ----------------------------- |  |
| 1. |  | „Amor Gitano” Alejandro Fernández and Бијонсе Ноулс • Viento a Favor | Март 2007.                    |  |
| 2. |  | „Beautiful Liar” Бијонсе Ноулс and Шакира                            | 28. април 2007. 15. мај 2007. |  |
| 3. |  | „Get Me Bodied”                                                      | 10. јул 2007.                 |  |
| 4. |  | „Green Light”                                                        | 27. јул 2007.                 |  |